# Arena Condá
El Arena Condá, hasta 2008 llamado Estádio Regional Índio Condá, es un estadio multipropósito ubicado en la ciudad de Chapecó, en el estado de Santa Catarina en Brasil. Posee una capacidad para 21 500 personas y es la sede del club Chapecoense, que juega en la Serie B de Brasil.
El Estadio Regional Indio Condá fue inaugurado el 24 de enero de 1976 con una capacidad de 12 800 personas y su nombre homenajeaba a Vitorino Condá, un importante líder indígena del pueblo kaingang. En 2008 el estadio fue completamente renovado adoptando desde entonces su nuevo nombre Arena Condá.
|                      |
| Arena Condá en 2012. |

|                                                  |
| Arena Condá luego de la tragedia de Chapecoense. |